# Manuel Arce y Ochotorena
Manuel Arce y Ochotorena (ur. 18 sierpnia 1879 w San Julián de Ororbia, zm. 16 września 1948 w Tarragonie) – hiszpański duchowny katolicki, kardynał, Arcybiskup Tarragony.

## Życiorys
Święcenia kapłańskie przyjął 17 lipca 1904 w Rzymie. 5 lutego 1929 został wybrany biskupem Zamory, 16 czerwca 1929 przyjął sakrę z rąk  arcybiskupa  Federico Tedeschiniego (współkonsekratorami byli biskupi Tomás Muniz Pablos i Mateo Múgica y Urrestarazu). 22 stycznia 1938 przeszedł na biskupstwo Oviedo. 29 marca 1944  objął arcybiskupią stolicę metropolitarną w Tarragonie, na której pozostał już do śmierci. 18 lutego 1946 Pius XII wyniósł go do godności kardynalskiej z tytułem prezbitera Ss. Vitale, Valeria, Gervasio e Protasio. 